# Cercion luzonicum
Cercion luzonicum är en trollsländeart som beskrevs av Syoziro Asahina 1968. Cercion luzonicum ingår i släktet Cercion och familjen dammflicksländor. IUCN kategoriserar arten globalt som otillräckligt studerad. Inga underarter finns listade i Catalogue of Life.